# Origin of Symmetry
Albums de Muse
Showbiz
(1999) Hullabaloo
(2002)
Singles
1. Plug In Baby
Sortie : 5 mars 2001
2. New Born
Sortie : 5 juin 2001
3. Bliss
Sortie : 20 août 2001
4. Hyper Music/Feeling Good
Sortie : 19 novembre 2001

Origin of Symmetry est le deuxième album studio du groupe britannique Muse, sorti en 2001. Plug In Baby, New Born, Bliss, Feeling Good et Hyper Music sont les singles de cet album. Le dernier (Feeling Good/Hyper Music) est un double-A-side c’est-à-dire un double-single. Le titre Citizen Erased est publié en tant que single sous un format exclusivement téléchargeable. Comme pour leur premier album Showbiz, c'est Matthew Bellamy qui écrit et compose l'ensemble des titres de l'album, à l'exception de Feeling Good, reprise d'une chanson d'Anthony Newley et de Leslie Bricusse, popularisée par Nina Simone.
Une version remixée et remasterisée sort le 18 juin 2021 pour les 20 ans de l'album.

## Enregistrement et composition
Le groupe a déjà joué plusieurs chansons de l'album au cours de la tournée promotionnelle de Showbiz et souhaite conserver pour l'enregistrement un son puissant de live. L'album est enregistré au Ridge Farm Studio (dans le sud du Surrey) avec David Bottrill comme producteur, puis aux Real World Studios avec John Leckie. Des sessions de réenregistrement ont ensuite lieu à Londres, au studio Astoria et aux studios Abbey Road. Le mixage se déroule aux Sawmills Studios, en Cornouailles. Bottrill travaille avec le groupe sur la production des chansons New Born, Bliss, Plug In Baby et Darkshines avant de partir enregistrer l'album Lateralus avec le groupe Tool. C'est alors Leckie, qui avait déjà produit Showbiz, qui prend la relève.
Pour Matthew Bellamy, le thème central de l'album est le lien qui unit les individus, un mélange entre « l'émotion et la science, l'ordre et le chaos », ces deux extrémités étant reflétées par des compositions très différentes mais néanmoins unies par un fil invisible. Autre thème revenant de façon récurrente, celui de la crainte d'une technologie qui surveille, contrôle ou écrase les individus ; ce thème apparaît notamment dans New Born, Plug In Baby, Citizen Erased, Micro Cuts et Screenager. Bliss évoque le fait de donner sans rien attendre en retour, c'est l'une des chansons préférées de Matthew Bellamy en raison de ses « sons de synthé style années 1980 » qui lui rappellent « les dessins animés » qu'il regardait enfant.
Parmi les influences musicales de l'album, le trio s'est inspiré de Philip Glass pour l'intro au piano de New Born, de Jean-Sébastien Bach pour celle de Plug In Baby, de Sergei Rachmaninov pour Space Dementia, de Rage Against the Machine sur Hyper Music.
Feeling Good est une reprise d'une chanson écrite par Anthony Newley et Leslie Bricusse en 1964 pour la comédie musicale The Roar of the Greasepaint – The Smell of the Crowd. Cette chanson est popularisée par Nina Simone dans sa version enregistrée l'année suivante. Matthew Bellamy a décidé de la reprendre pour l'album car c'était la chanson préférée de sa petite amie de l’époque.
Le trio expérimente beaucoup durant tout l'album. Dominic Howard augmente son kit de batterie ce qui élargit sa gamme de sons. Il utilise même un balafon et des os d'animaux pour Screenager. Matthew Bellamy utilise un orgue, l'un de ceux de la St. Mary's Church de Bathwick, pendant Megalomania, ainsi qu'une guitare à sept cordes pendant Citizen Erased. Durant tout l'album, la basse est déphasée par rapport à la guitare ou le piano, qui sont censées mener la mélodie. En effet, Christopher Wolstenholme utilise de la distorsion et d'autres effets sur sa basse pour lui donner plus de présence, de lourdeur, permettant à la guitare de s'écarter de l'air principal et de jouer des notes plus élevées.
En 2021, l'album est republié sous le nom Origin of Symmetry: XX Anniversary RemiXX. Il a entièrement été remixé et remasterisé .

## Titre et pochette
Le titre de l'album est tiré d'un concept développé par le physicien Michio Kaku dans son livre Hyperspace. La lecture de ce livre, ainsi que celle de L'Univers élégant de Brian Greene, influence fortement Matthew Bellamy, qui explique que « c'est de ces deux œuvres que vient le thème de l'album : notre univers ne pourrait pas exister sans la symétrie qui lui est inhérente. » Pour la pochette, le groupe demande à quatorze artistes de leur soumettre une création et c'est celle de William Eager qui a été choisie, onze autres figurant dans le livret.
La version 2021 a été réalisée par l'artiste américaine Sujin Kim. Il s'agit d'une modélisation 3D de la même mise en scène que la pochette d'origine.

## Tournée
La tournée promotionnelle de l'album commence avant même la sortie de ce dernier. Le trio donne 18 concerts en avril 2001 et 21 en mai avant d'enchaîner par des apparitions dans différents festivals estivaux. Ils continuent avec 29 concerts en Europe et quatre au Japon pendant l'automne 2001. Les images du DVD et le son du CD live d'Hullabaloo proviennent de deux concerts du groupe joués les 28 et 29 octobre 2001 au Zénith de Paris.

## Accueil

### Succès commercial
L'album ne sort pas aux États-Unis avant septembre 2005 car Maverick Records, label du groupe dans ce pays, avait demandé à Bellamy de réenregistrer Plug in Baby dans un registre vocal différent, en supprimant les effets de fausset, car il craignait une mauvaise réaction de la part des stations de radios. Devant le refus du chanteur, le label met fin à son contrat avec Muse.
Il atteint notamment la 2e place des classements en France et la 3e place au Royaume-Uni, pays où il est certifié double disque de platine, et entre dans le Top 10 en Belgique, en Autriche, en Irlande et en Italie. Il est également certifié disque de platine en Australie et disque d'or en Belgique, en France, en Italie, aux Pays-Bas et en Suisse. La certification du disque d'or français est remise au trio à l'issue de leur concert au Zénith de Paris du 29 octobre 2001.

### Accueil critique
Parmi les critiques favorables, Sean Adams, de Drowned in Sound, lui donne la note de 10/10, affirmant que « votre collection de disques a besoin de cet album », qui sera celui que « vos parents, enfants ou soi-disant amis ne voudront pas vous rendre », « c'est Muse à son meilleur et plus accessible niveau. » Pour le site Albumrock, qui lui donne 5 guitares sur 5, Muse sait « allier la mélodie, la beauté des sons à la violence et la rage des instruments et en faire quelque chose d'unique » et « chacune des pistes est un plaisir pour les oreilles, que ce soit les moments de violence mélodique, avec New Born ou Plug in Baby, les rythmes très entraînants de Hyper Music ou de Bliss,  et les chansons plus expérimentales comme Micro Cuts qui joue dans le style opéra ou Megalomania, qui joue dans le grandiose ». Tyler Fisher, de Sputnikmusic, lui donne 5 étoiles sur 5, estimant que c'est « l'incarnation de toute l'énergie de Muse » et qu'il comporte « un grand nombre des meilleures chansons de toute l'histoire du groupe », mettant notamment en avant New Born, Space Dementia, Citizen Erased et Megalomania. Pour Roger Morton, du New Musical Express, qui lui donne la note de 9/10, Muse « réinvente le grunge comme un rock du futur néo-classique et gothique » dans cet album où « presque tout est exagéré mais où les titres lyriques sont canalisés de façon dévastatrice par les contraintes imposées d'un trio de rock. » Le site Forces parallèles lui donne 4 étoiles sur 5, évoquant un album « plutôt satisfaisant, présentant un certain nombre de bonnes idées et de titres plutôt bien construits », dont les mélodies mêlent classicisme et arrangements électroniques de façon « plus ou moins pertinentes, mais plus souvent plus que moins », et mettant particulièrement en avant New Born, Space Dementia, Plug in Baby, Citizen Erased et Darkshines. Roy Wilkinson, du magazine Q, lui donne 5 étoiles sur 5, évoquant un album « stupéfiant » qui rend la comparaison avec Radiohead faite aux débuts du groupe « désormais obsolète ». Dean Carlson, du site AllMusic, lui donne 4 étoiles sur 5.
Du côté des critiques négatives, Devon Powers, de PopMatters, estime que « la plupart des chansons sont si sombres que vous jureriez être à un enterrement un jour pluvieux d'hiver juste après avoir perdu votre travail » et que l'album « est réservé à ceux qui veulent accepter le découragement et la dépression sans le fardeau de la diversité stylistique. » Pour Stéphane Deschamps, des Inrockuptibles, « ce groupe est atrocement pompier. Comme dans le heavy-metal, on emprunte des structures à la musique classique (la pauvre), on se vautre dans la prétention et la virtuosité. » Betty Clarke, du The Guardian, lui donne 1 étoile sur 5, évoquant un album « incroyablement pompeux et suffisant ».

### Postérité
Origin of Symmetry est nommé aux NME Awards 2002 dans la catégorie du meilleur album. En 2006, les lecteurs du magazine Q le classent à la 74e place des 100 meilleurs albums de tous les temps. En 2008, ils le classent à la 28e place des meilleurs albums britanniques de tous les temps. Le magazine Kerrang! le classe à la 20e des meilleurs albums de rock britanniques de tous les temps. Pour Gilles Verlant et Thomas Caussé, dans la discothèque parfaite de l'odyssée du rock, le son de l'album est « puissant, énorme, excessif », le groupe « n'hésitant pas à aller en force dans le rock théâtral comme il se pratiquait sans complexe à l'âge d'or de la pop progressive. »
À l'occasion des dix ans de sa sortie, le groupe joue l'intégralité de l'album en live au Reading Festival 2011 ainsi qu'au Leeds Festival 2011. Il s'agit de la dernière représentation scénique de l'album en version complète (en considérant que le morceau Futurism est une face-B) et la dernière interprétation live de certains morceaux de l'album selon les mots de Matthew Bellamy dans le magazine NME en mars 2011. Les morceaux New Born, Bliss et Plug In Baby, ainsi que la seconde partie du concert sortent plus tard sous la forme d'un album live digital. En 2019, l'intégralité de la partie Origin of Symmetry du set est comprise dans l'un des 9 CD qui composent le coffret Origin of Muse.

## Classements et certifications
| Classement musical                         | Meilleure position |
| ------------------------------------------ | ------------------ |
| Allemagne (Media Control AG)               | 17                 |
| Australie (ARIA)                           | 22                 |
| Autriche (Ö3 Austria Top 40)               | 7                  |
| Belgique (Flandre Ultratop)                | 9                  |
| Belgique (Wallonie Ultratop)               | 2                  |
| États-Unis (Billboard 200)                 | 161                |
| Finlande (Suomen virallinen lista)         | 30                 |
| France (SNEP)                              | 2                  |
| Irlande (Irish Recorded Music Association) | 3                  |
| Italie (FIMI)                              | 5                  |
| Norvège (VG-lista)                         | 11                 |
| Nouvelle-Zélande (RIANZ)                   | 43                 |
| Pays-Bas (Mega Album Top 100)              | 19                 |
| Royaume-Uni (UK Albums Chart)              | 3                  |
| Royaume-Uni (UK Rock and Metal Chart)      | 1                  |
| Suisse (Schweizer Hitparade)               | 14                 |

| Pays        | Ventes    | Certifications |
| ----------- | --------- | -------------- |
| Australie   | 70 000 +  | Platine        |
| Belgique    | 15 000 +  | Or             |
| France      | 100 000 + | Or             |
| Italie      | 50 000 +  | Or             |
| Pays-Bas    | 40 000 +  | Or             |
| Royaume-Uni | 600 000 + | 2 × Platine    |
| Suisse      | 20 000 +  | Or             |

## Liste des titres
| No  | Titre          | Durée |
| --- | -------------- | ----- |
| 1.  | New Born       | 6:03  |
| 2.  | Bliss          | 4:13  |
| 3.  | Space Dementia | 6:22  |
| 4.  | Hyper Music    | 3:20  |
| 5.  | Plug In Baby   | 3:40  |
| 6.  | Citizen Erased | 7:20  |
| 7.  | Micro Cuts     | 3:40  |
| 8.  | Screenager     | 4:20  |
| 9.  | Darkshines     | 4:47  |
| 10. | Feeling Good   | 3:20  |
| 11. | Megalomania    | 4:38  |

| 11. | Futurism    | 3:27 |
| 12. | Megalomania | 4:38 |

## Origin of Symmetry: XX Anniversary RemiXX
À l'occasion des 20 ans de l'album, Muse publie une version entièrement remasterisée d'Origin of Symmetry sous le titre de Origin of Symmetry: XX Anniversary RemiXX. Réalisé en collaboration avec le producteur Rich Costey, tous les morceaux ont été remixés et remasterisés pour un son plus clair et plus dynamique. Les nouveaux enregistrements révèlent certaines bandes sonores trop dissimulées ou étouffées dans les versions originales comme des cordes sur Space Dementia, Citizen Erased ou Megalomania, et un clavecin sur Micro Cuts.
Le morceau Futurism est aussi présent sur la tracklist, situé entre Feeling Good et Megalomania, contrairement à la version originale, où le morceau n'était présent que sur la version japonaise, du fait de sa difficulté à jouer en live.
La pochette a également été revisitée par l'artiste Sujin Kim. Le dessin épuré a été remplacé par une modélisation numérique de la même mise en scène.
L'album est annoncé le 20 mai 2021, accompagnée de la sortie d'un premier extrait, Citizen Erased XX Anniversary RemiXX en tant que single promotionnel. L'album sortira sur les plateformes numériques le 18 juin 2021 et en version vinyle le 9 juillet 2021. Le deuxième extrait est publié le 4 juin. Il s'agit du morceau de clôture de l'album, Megalomania[réf. souhaitée].

## Crédits
| Muse - Matthew Bellamy – chant, guitare, clavier, arrangements - Dominic Howard – batterie, percussions variées - Christopher Wolstenholme – guitare basse, chœur, vibraphone Musiciens additionnels - Clare Finnimore – alto - Sara Herbert – violon - Caroline Lavelle – violoncelle - Jacqueline Norrie – violon | - David Bottrill - production sur les pistes 1, 2, 5 et 9 - John Leckie - production sur les pistes 3, 4, 6, 7, 8, 10 et 11 - John Cornfield - mixage - Ray Staff - mastering - Rich Costey - Remixage (2021) |